# Jean Étienne Dominique Esquirol
Jean-Étienne Dominique Esquirol (Toulouse, 3 de febrero de 1772-París, 12 de diciembre de 1840) fue un psiquiatra francés.

## Biografía

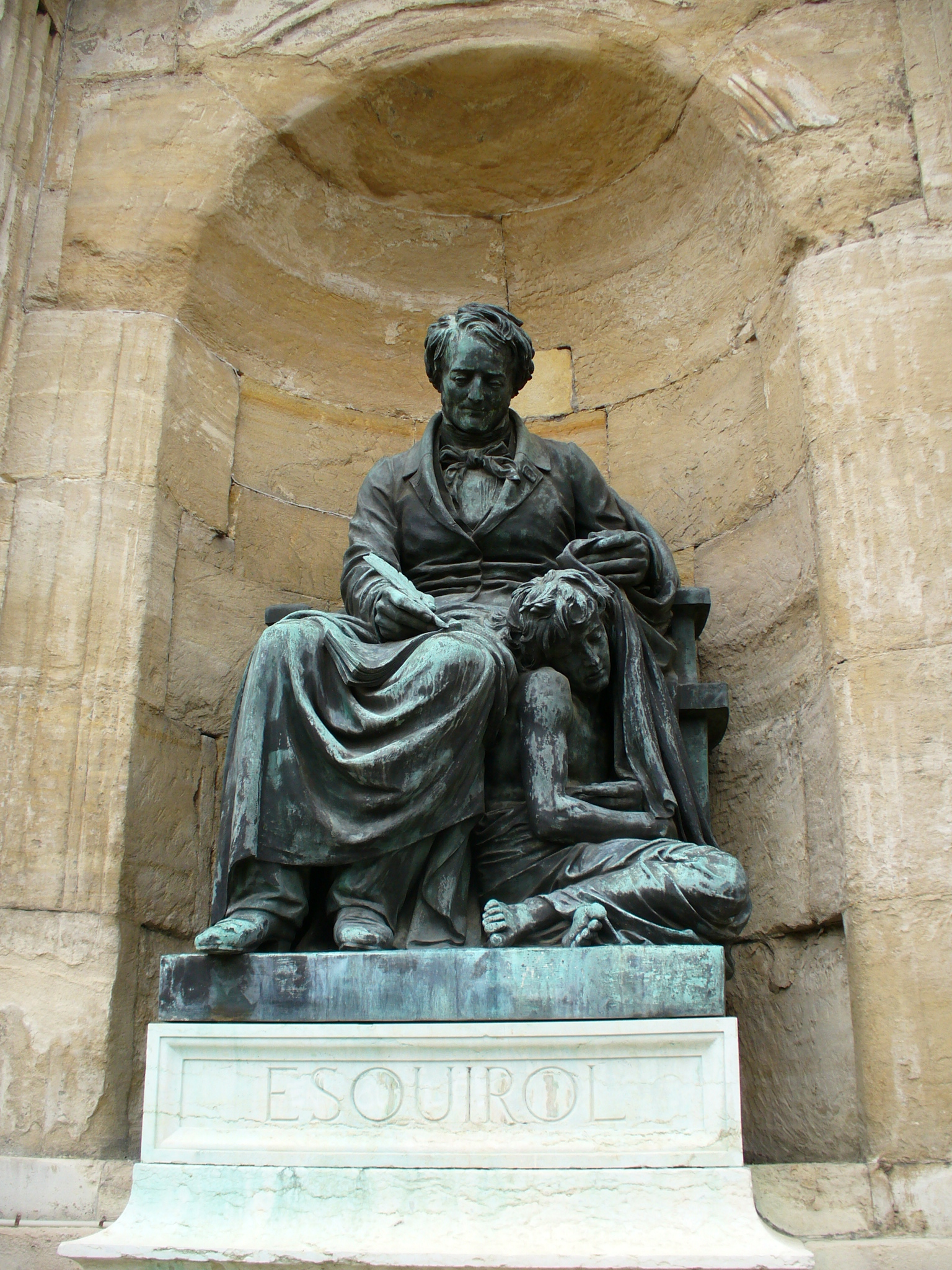
Estatua de Esquirol en el Hospital Esquirol, Saint-Maurice.

Esquirol estudió en Toulouse y completó su educación en Montpellier. Marchó a París en 1799 donde trabajó en el Hôpital de la Salpêtrière, allí se convirtió en el alumno favorito de Philippe Pinel. Pinel le permitió que estudiara profundamente la locura y estableció una maison de santé (manicomio) para realizar las investigaciones con seguridad en 1801. La maison de Esquirol fue un éxito, siendo calificada en 1810, como una de las diez mejores instituciones de París.
En 1805 se publica su tesis Las pasiones consideradas como causas, síntomas y medios de curar casos de locura. Esquirol, como Pinel, creía que el origen de las enfermedades mentales residía en las pasiones del alma y estaba convencido de que la locura no afectaba total e irremediablemente la razón del paciente. 
En 1817, ya en la Restauración Francesa, Esquirol inició sus cursos en maladies mentales en su improvisado estudio de Salpêtrière. Esta fue la primera enseñanza formal de psiquiatría en Francia. 
En 1810, 1814 y 1817 Esquirol, por su propia cuenta y gasto, había recorrido centros para "lunáticos" por toda Francia. En 1818, después de estos viajes, escribió una corta memoria que presentó al ministro de Interior y una descripción detallada de sus descubrimientos, publicado como Dictionnaire des sciences médicales. Estos artículos describían, en precisos y espantosos términos, las pésimas condiciones de vida de los locos en Francia. Demostraron que las reformas que se habían llevado a cabo en París no se habían trasladado a otras provincias. Estos dos artículos constituyeron un programa de reformas dirigido a ambos, la profesión médica y el gobierno. Entre sus alumnos destaca André-Pamphyle-Hyppolite Rech.

### Puntos claves de su obra
- Aprendió la técnica de la Nosología Methodica de manos de su mentor Pinel;
- Determinó formas de melancolía, a la vez que crea el término de lypémanie y define las clases de monomanías.
- Establece la separación entre alucinación e ilusión.
- Ajusta un paralelismo entre locura y Pasión.
- Juega un importante papel en la elaboración de un plan administrativo y legislativo para los enfermos en Francia (Ley de 1838).

- Datos: Q517981
- Multimedia: Jean-Étienne Esquirol / Q517981